# عبد القادر الجنابي
عبد القادر ناجي علوان الجنابي (1 يوليو 1944) صحفي وشاعر ومترجم عراقي - فرنسي. ولد في بغداد. عاش في لندن منذ أوائل السبعينيات نحواً من عامين، ثم انتقل إلى باريس، واستقر فيها وحصل على الجنسية الفرنسية. أسس عدداً من المجلات بالعربية والفرنسية والإنكليزية، منها فراديس. من دواوينه الشعرية كيف أعاودك وهذا أثر فأسك 1973 وفي هواء اللغة الطلق 1978 ومرح الغربة الشرقية 1988 وحياة ما بعد الياء 1995 وديوان شعر بالإنكليزية. وله عدة مؤلفات في موضوعات الشتى.

## سيرته
ولد عبد القادر ناجي علوان الجنابي في 1 يوليو 1944 في بغداد. قصد لندن أواخر يناير 1970، ومكث فيها أكثر من سنتين، ثم ذهب إلى باريس، وحمل الجنسية الفرنسية. تأثّر بعدد من الشّعراء السرياليين الغربيين أمثال أندريه بروتون وبودلير، وهو من روّاد الاتجاه السرياليّ في الشعر العربيّ المعاصر.أصدر عدة مجلات بالعربية والفرنسية والإنجليزية منها مجلة الرغبة الإباحية والنقطة وفراديس.

## مؤلفاته
- كيف أعاودك وهذا أثر فأسك، ديوان شعر، 1973
- في هواء اللغة الطلق، ديوان شعر، 1978
- مرح الغربة الشرقية، ديوان شعر، 1988
- معارك من أجل الرغبة الإباحيّة
- ثوب الماء
- شيء من هذا القبيل
- تدفّق
- تربية عبد القادر الجنابي
- مرح الغربة الشرقية، ديوان شعر، 1988
- حياة ما بعد الياء، ديوان شعر، 1995
- رسالة مفتوحة إلى أدونيس في الصوفية والسوريالية. 1999.
- قصيدة النثر وما تتميز به عن الشعر الحر. 2010.
- الأنطولوجيا البيانية. 2010.
- أوبيريو: آخر شرارة طليعية في الأدب الروسي. 2013.
- ما بعد الياء: أعمال شعرية وشقائق نثرية. 2014.[4]
- كائنات العزلة: أنطولوجيا شعرية شخصية. 2015.[5]
- أنسي الحاج: من قصيدة النثر إلى شقائق النثر، مختارات من أشعاره وخواتمه. 2015.[6]
- المرآة والقطار: قصة تحليلية... بوليسية بالخطأ (رواية). 2017.

## ترجماته
- النضال ضد عبادة الماضي: لاتجاهات الطليعية الروسية "1910 - 1930 (إعداد وترجمة). 2015.[7]
- ديوان إلى الأبد: قصيدة النثر/ أنطولوجيا عالمية. 2015.
- ما ليس شعرياً في نظرهم. تأليف: وليام كارلوس وليامز. 2016.[8]